# Tethysbaena calsi
Tethysbaena calsi är en kräftdjursart som beskrevs av H. P. Wagner 1994. Tethysbaena calsi ingår i släktet Tethysbaena och familjen Monodellidae. Inga underarter finns listade i Catalogue of Life.